# Friedrich von Frankenberg und Ludwigsdorf

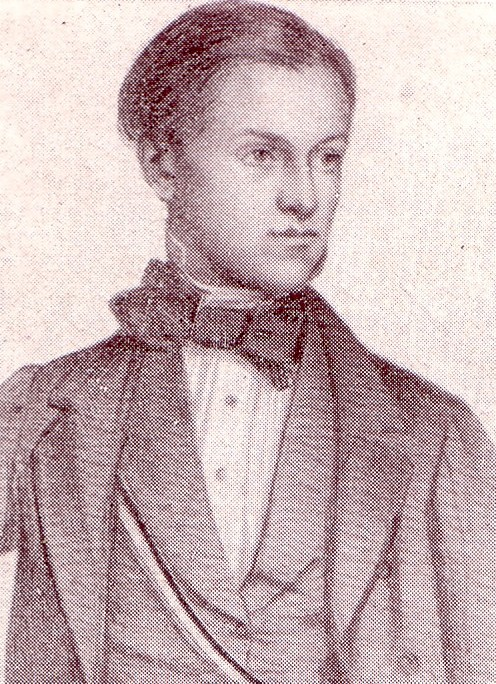
Friedrich von Frankenberg und Ludwigsdorf als Bonner Preuße

Friedrich Graf von Frankenberg und Ludwigsdorf, Freiherr von Schellendorf (* 5. Februar 1835 in Breslau, Provinz Schlesien; † 31. Dezember 1897 in Slawentzitz) war ein deutscher Großgrundbesitzer in Schlesien und Mitglied des Reichstages des Norddeutschen Bundes sowie des Kaiserreiches.

## Leben
Friedrich von Frankenberg war der Sohn des Grafen Ernst von Frankenberg auf Tillowitz und der Eleonore, geborene Gräfin von Ledebur-Wicheln. Er studierte ab 1853 drei Semester Rechtswissenschaft an der Rheinischen Friedrich-Wilhelms-Universität Bonn und der Universität Breslau. 1854 wurde er im Corps Borussia Bonn aktiv. Er wechselte das Studienfach und studierte ein Jahr Agrarwirtschaft an der  Königlich Sächsischen Forstakademie. Durch den frühen Tod seines Vaters wurde er Herr einer der größten Besitzungen im Königreich Preußen, nämlich der Herrschaft Tillowitz im Kreis Falkenberg O.S. Dies ermöglichte ihm in den folgenden Jahren weite Reisen.
Im Deutschen Krieg meldete er sich als Freiwilliger zur Preußischen Armee. Als Ordonnanzoffizier des VI. Armee-Korps nahm er an der Schlacht bei Königgrätz teil. Während des Deutsch-Französischen Krieges von 1870/71 widmete er sich in seiner Eigenschaft als Malteserritter der freiwilligen Krankenpflege. Dabei erhielt er das Eiserne Kreuz am weißen Bande.
1867 wurde er in den Reichstag (Norddeutscher Bund) gewählt. Er hat dem Deutschen Reichstag bis zum Jahre 1881 ununterbrochen angehört; seit 1874 vertrat er den Kreis Ohlau-Nimptsch-Strehlen. Vorübergehend (1867–1869) gehörte er auch dem Preußischen Abgeordnetenhaus an; dort vertrat er den Kreis Neustadt-Falkenberg. Er schloss sich der Reichspartei an. Als Parlamentarier und Katholik unterstützte er Otto von Bismarcks Kulturkampf und Wirtschaftspolitik. Er engagierte sich für die Flussbegradigung der Oder. Als Amtsvorsteher und Kreisdeputierter war er Mitglied des Provinzialausschusses und des Provinzialrats in der Provinz Schlesien, sowie des Kuratoriums des Schlesischen Museums der Bildenden Künste in Breslau und engagierte sich im Deutschen Kolonialverein (1882).
Nach Ende seiner Mitgliedschaft im Reichstag wurde er 1883 in den Preußischen Volkswirtschaftsrat (1883), den Preußischen Staatsrat (1884) und in das Preußische Herrenhaus (1885) berufen. Im Herrenhaus setzte er sich insbesondere für den Ausbau der Wasserstraßen und des Eisenbahnnetzes in Schlesien ein. Die Steuerreform von Johannes von Miquel bekämpfte er scharf, weil sie ihm einen sozialistischen Zug zu haben schien.
1896 erhielt er von Wilhelm II. als König von Preußen den Charakter (Titel) eines Wirklichen Geheimen Rates mit dem Prädikat Excellenz.

## Ehe und Nachkommen
Friedrich hatte 1872 Prinzessin Luise von Hohenlohe-Oehringen geheiratet. Mit ihr hatte er die Töchter Margarethe (1873–1886) und Luise (1879–1941) sowie den Sohn Konrad (1877–1937).